# The Amazing Spider-Man 2 - Il potere di Electro
The Amazing Spider-Man 2 - Il potere di Electro (The Amazing Spider-Man 2, conosciuto anche come The Amazing Spider-Man 2: Rise of Electro) è un film del 2014 diretto da Marc Webb.
Basato sul personaggio dell'Uomo Ragno di Marvel Comics, è il sequel del film The Amazing Spider-Man (2012) ed è interpretato da Andrew Garfield nel ruolo di Spider-Man.

## Trama
In un'analessi il ricercatore Richard Parker registra un videomessaggio per spiegare la sua imminente scomparsa. Dopo aver lasciato il piccolo Peter dagli zii, lui e sua moglie Mary salgono a bordo di un aereo privato per fuggire, ma un sicario tenta di ucciderli e, dopo uno scontro, l'aereo precipita, uccidendo tutti.
Ai giorni nostri, Peter continua la sua lotta al crimine nei panni di Spider-Man. Mentre affronta Aleksei Sytsevich, un criminale russo, nell'inseguimento salva Max Dillon, un impiegato della Oscorp, e viene chiamato da Gwen, che gli ricorda che sta facendo tardi alla loro cerimonia dei diplomi. In quell'istante, ha una visione del capitano George Stacy, morto nel primo film, che gli ricorda della promessa non mantenuta di lasciar fuori la ragazza dalla sua doppia vita per evitare che venga coinvolta. Per questo, Peter decide di lasciare Gwen la sera dopo il diploma.
Nel frattempo Harry Osborn torna a Manhattan per far visita a suo padre, Norman, malato e in punto di morte. Egli gli spiega che la sua malattia è ereditaria e prima di morire gli dà un apparecchio contenente "il lavoro di una vita". Dopo la morte di Norman, Harry viene messo a capo della Oscorp e riceve la visita di Peter: i due sono amici d'infanzia e passano un po' di tempo insieme.
Max, diventato un grande ammiratore di Spider-Man, ha un incidente alla Oscorp e cadendo in una vasca piena di anguille elettriche geneticamente modificate viene tramutato in un mostro capace di assorbire, generare e scagliare energia elettrica. Intanto, Peter e Gwen decidono di rimanere amici sebbene lei si stia per trasferire in Inghilterra. Il loro dialogo viene interrotto da Max che, arrivato a Times Square, viene attaccato dalla polizia e attira l'attenzione della gente. Spider-Man tenta di calmarlo ma poi Max, sentendosi tradito dall'eroe, provoca un blackout e manipolando l'elettricità comincia a distruggere tutto. Il supereroe riesce a fermarlo e Max viene portato al Ravencroft Institute dal Dr. Kafka, dove si autoproclamerà "Electro".
Harry, intanto, riscontra i primi sintomi della malattia e, tramite l'apparecchio di suo padre, capisce che il veleno dei ragni che produceva la Oscorp può guarirlo. Tuttavia, i campioni sono stati uccisi a causa dell'incidente del Dottor Connors, e deduce che il sangue di Spider-Man è la sua ultima speranza, poiché sicuramente deriva da quel veleno. Per questo contatta Peter, che fa le foto al supereroe per conto del Daily Bugle, e lo prega di contattare l'eroe. Peter, nei panni di Spider-Man, rifiuta, mandando Harry su tutte le furie. Ma la sua assistente, Felicia Hardy, gli rivela che il veleno dei ragni è tenuto nascosto in una zona segreta del palazzo Oscorp. Poco dopo, Harry viene licenziato dal dirigente Donald Menken, che gli addossa la colpa dell'incidente accaduto a Max, per evitare una caduta delle azioni della Oscorp già messa in cattiva luce per l'incidente del dottor Connors. Per riuscire a entrare a seguito del suo licenziamento, Harry libera Electro e fa un patto con lui: in cambio del suo aiuto potrà uccidere Spider-Man.
Electro e Harry assaltano la Oscorp e minacciano Donald Menken, il quale è costretto a fornire a Harry il siero contenente il veleno. Una volta assunto, però, il corpo di Harry comincia a mutare e si salva solo grazie a una tuta presente nella stanza. Anche se guarito dalla tuta, che presenta un meccanismo di autocura, Harry diventa il Goblin.
Peter scopre un videomessaggio di suo padre in un laboratorio segreto nella metropolitana. In questo, Richard rivela di esser fuggito perché Norman Osborn voleva utilizzare le sue ricerche per la creazione di armi biologiche. Il dottore inietta quindi il suo DNA nei ragni così che il siero possa funzionare solo sui suoi discendenti. Uscito dalla metropolitana, Peter riceve un messaggio da Gwen, che sta lasciando la città. Il ragazzo la raggiunge, dichiarandole il suo amore, e i due decidono di trasferirsi insieme in Inghilterra. Vengono però interrotti da Electro, che causa un altro blackout e spinge Spider-Man ad affrontarlo.
Con l'aiuto di Gwen, Peter riesce a sconfiggere Electro creando una tela e collegandola ai circuiti della centrale elettrica, per poi spingere Electro, colpirlo e far sì che si colleghi alla ragnatela e restituisca la corrente all'intera città, sovraccaricandolo e uccidendolo. In quel momento arriva Goblin/Harry e capendo che Peter e Spider-Man sono la stessa persona, decide di uccidere Gwen per farla pagare all'amico. Durante il combattimento tra i due, in cima alla torre dell'orologio, Gwen viene fatta cadere dal Goblin nel vuoto all'interno della torre. Spider-Man prova a salvarla lanciando una ragnatela, ma, per via del contraccolpo di quest’ultima, Gwen muore. Peter raggiunge e stringe tra le sue braccia il corpo ormai senza vita della sua amata e piange disperato.
Cinque mesi dopo, Peter ha abbandonato il suo ruolo da Spider-Man e passa le giornate visitando la tomba di Gwen. Nel frattempo Harry, prigioniero del Ravencroft, riceve la visita del misterioso Gustav Fiers; questi è lo stesso uomo nell'ombra che fece visita a Curt Connors in prigione, e insieme a Harry vuole dare inizio al progetto Sinistri Sei cominciando con Sytsevich, procurandogli un'armatura e il nome di Rhino. Mosso dalle parole di Gwen fatte alla cerimonia dei diplomi, Peter decide di ritornare a essere Spider-Man, fermare Rhino e continuare la sua lotta contro il crimine.

## Personaggi

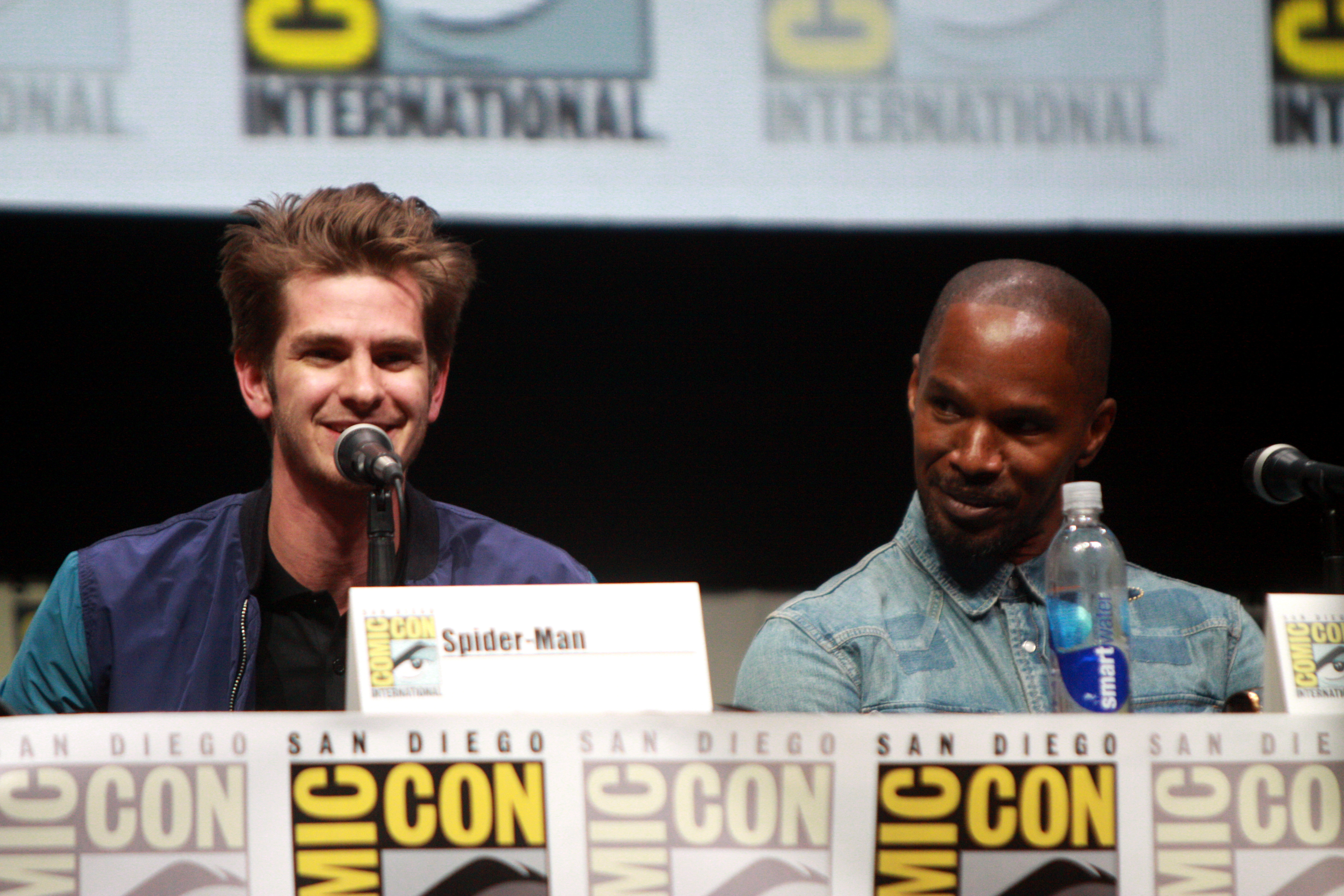
Andrew Garfield e Jamie Foxx al Comic-Con 2013

- Andrew Garfield interpreta Peter Parker / Spider-Man.
- Emma Stone interpreta Gwen Stacy: compagna di scuola di Peter e sua ragazza.
- Jamie Foxx interpreta Maxwell "Max" Dillon / Electro, uno dei due antagonisti principali della pellicola. Il suo aspetto è ispirato alla sua controparte Ultimate Marvel.[2]
- Dane DeHaan interpreta Harold "Harry" Osborn / Goblin, uno dei due antagonisti principali della pellicola, e il vecchio amico d'infanzia di Peter. A differenza del fumetto, vestirà i panni del folletto verde prima del padre Norman Osborn.[3] Per questo ruolo sono stati considerati altri attori insieme a DeHaan, tra i quali Alden Ehrenreich, Brady Corbet, Eddie Redmayne, Sam Claflin, Douglas Booth e Boyd Holbrook, ma il 3 dicembre 2012 viene data la parte a DeHaan.[4]
- Sally Field interpreta May Reilly: zia di Peter.
- Paul Giamatti interpreta Aleksei Sytsevich / Rhino, un mafioso russo che in seguito userà un'armatura da rinoceronte per contrastare l'Uomo Ragno. Per l'armatura di Rhino si sono ispirati alla sua controparte Ultimate[5].
- Chris Cooper interpreta Norman Osborn, padre di Harry Osborn e presidente della Oscorp.
- Marton Csokas interpreta il dottor Kafka, direttore del carcere di massima sicurezza Ravencroft.
- Colm Feore interpreta Donald Menken, assistente di Norman Osborn.
- Felicity Jones interpreta Felicia Hardy, assistente di Harry Osborn.
- B. J. Novak interpreta Alistair Smythe, figlio di Spencer Smythe, celebre nei fumetti come inventore dei primi prototipi di Ammazzaragni, costruiti per dare la caccia a Spider-Man.[6]
- Michael Massee interpreta Gustav Fiers, il misterioso Uomo nell'Ombra.

### Camei
- Stan Lee è presente in un cameo, come nella maggior parte dei film Marvel: è uno degli spettatori alla cerimonia dei diplomi.
- Sarah Gadon interpreta Kari, un'intelligenza artificiale della Oscorp.
- Denis Leary interpreta George Stacy: capitano della polizia e padre di Gwen Stacy, ucciso nel primo film.
- Martin Sheen interpreta Benjamin "Ben" Parker: zio di Peter, ucciso nel primo film.
- Campbell Scott interpreta Richard Laurence Parker, il padre di Peter, ucciso nel primo film con la moglie.
- Embeth Davidtz interpreta Mary Teresa Fitzpatrick, la madre di Peter, uccisa nel primo film con il marito.

### Personaggi eliminati
Shailene Woodley venne scelta per interpretare Mary Jane Watson, girando le sue scene nei primi mesi del 2013; a giugno dello stesso anno, tuttavia, venne annunciato che le sue scene sarebbero state tagliate dal film. L'attrice ha in seguito dichiarato che probabilmente non tornerà nella parte perché presa dagli impegni per la saga cinematografica di Divergent. Ufficialmente, le scene di Mary Jane sono state eliminate perché ritenute di troppo in un film incentrato sul rapporto tra Peter e Gwen. In realtà, la decisione di allontanare la Woodley è stata presa in seguito alla reazione negativa dei fan, che non hanno apprezzato fin dall'inizio il casting e lo hanno fortemente boicottato.

## Produzione
Il progetto di questo sequel viene ufficializzato undici mesi prima dell'uscita nei cinema del primo capitolo The Amazing Spider-Man, esattamente nell'agosto 2011, mentre il 28 settembre 2012 vengono confermati Marc Webb alla regia ed Andrew Garfield come protagonista. In seguito, il 1º novembre 2012 viene riportata la notizia che l'attore Jamie Foxx è in trattativa per partecipare al film, mentre viene reso ufficiale che il villain della pellicola sarà Electro, che il 3 dicembre diviene il personaggio ufficiale di Foxx.

### Riprese
Le riprese del film, iniziate il 4 febbraio 2013 e terminate il 25 giugno dello stesso anno, si sono svolte nello Stato di New York, mentre alcune scene interne negli Ironhead Studio di Los Angeles.

## Distribuzione
Il primo teaser trailer del film viene diffuso il 18 luglio 2013 insieme all'annuncio che il trailer uscirà il giorno seguente, il 19 luglio al San Diego Comic-Con International. La pellicola è stata distribuita nelle sale cinematografiche statunitensi a partire dal 2 maggio 2014, mentre in Italia dal 23 aprile 2014.
Circolato inizialmente in rete come fotografia di un poster affisso in un casinò, il primo banner promozionale in formato digitale conferma la presenza di un nuovo villain, Goblin, che il lancio del primo trailer ufficiale conferma essere impersonato da Harry Osborn e non dal padre, morto.

## Accoglienza

### Incassi
Il film ha incassato 202,8 milioni di dollari nel Nord America e 506,1 nel resto del mondo, per un totale di 708982323 $.

### Critica
Ha ricevuto recensioni contrastanti da critica e pubblico, con elogi per gli effetti speciali, la chimica tra Stone e Garfield, le scene d'azione e la colonna sonora di Hans Zimmer, mentre sceneggiatura e durata hanno ricevuto critiche. La performance di Jamie Foxx nel ruolo di Electro ha suscitato risposte polarizzanti.
Su Rotten Tomatoes, ha una valutazione di approvazione del 50% basata su 312 recensioni e una valutazione media di 5,7/10. Il consenso critico del sito recita: "Mentre il cast è eccezionale e gli effetti speciali sono di prim'ordine, l'ultimo capitolo della saga di Spidey soffre di una narrativa sfocata e di una sovrabbondanza di personaggi". Su Metacritic, il film ha un punteggio medio ponderato di 53 su 100 basato su 50 critici, che indica "recensioni contrastanti o medie".
Il Los Angeles Times ha dichiarato: "Il film è pieno di trame, sceneggiature e cattivi, anche se le star Andrew Garfield ed Emma Stone fanno del loro meglio per dare al film il cuore". Tim Robey di The Daily Telegraph ha dichiarato: "Il sequel di Spider-Man di Marc Webb è pieno di cattivi ad alto voltaggio, ma le scintille tra Andrew Garfield ed Emma Stone salvano la situazione". Guy Lodge di Variety ha dichiarato: "La ridondanza rimane un problema, ma questo sequel di supereroi troppo lungo se la cava con il suono, la furia e la chimica delle star". William Harrison di DVD Talk ha valutato il film con 3,5 stelle su 5 stelle come "consigliato".

## Riconoscimenti
- 2014 - Annie Award
  - Candidatura per i migliori effetti animati in un film
- 2014 - Nastro d'argento
  - Candidatura per il miglior montaggio a Pietro Scalia
- 2014 - Teen Choice Award
  - Candidatura per il miglior film fantasy o di fantascienza
  - Candidatura per il miglior attore in un film fantasy o di fantascienza a Andrew Garfield
  - Candidatura per la miglior attrice in un film fantasy o di fantascienza a Emma Stone
  - Candidatura per il miglior cattivo a Jamie Foxx
  - Candidatura per il miglior bacio a Andrew Garfield e Emma Stone
- 2014 - Young Hollywood Award
  - Candidatura per il miglior supereroe a Andrew Garfield
  - Candidatura per la miglior coppia a Emma Stone e Andrew Garfield
  - Candidatura per il miglior cattivo a Dane DeHaan
- 2015 - ASCAP Film and Television Music Award
  - Film al top del box office a Hans Zimmer
- 2015 - Black Reel Award
  - Candidatura per la miglior canzone originale (It's On Again)
- 2015 - Kids' Choice Award[23]
  - Attrice cinematografica preferita a Emma Stone
  - Candidatura per il film preferito dell'anno
  - Candidatura per l'attore cinematografico preferito a Jamie Foxx
  - Candidatura per l'attore d'azione preferito a Andrew Garfield
  - Candidatura per il cattivo preferito a Jamie Foxx
- 2015 - MTV Movie Award[24][25]
  - Candidatura per il miglior bacio tra Andrew Garfield e Emma Stone
- 2015 - People's Choice Award
  - Candidatura per la coppia preferita dal pubblico in un film a Andrew Garfield e Emma Stone
  - Candidatura per il film d'azione preferito dal pubblico
- 2015 - Saturn Award[26]
  - Candidatura per la migliore trasposizione da fumetto a film
- 2015 - Young Artist Award[27]
  - Candidatura per la miglior performance in un film - Giovane attore non protagonista a Max Charles

## Altri media

### Videogioco
La versione videogioco del film, The Amazing Spider-Man 2, è stato sviluppato da Beenox e pubblicato da Activision il 29 aprile negli Stati Uniti e in Europa il 2 maggio 2014 su PC, Xbox 360, Xbox One, PlayStation 3, PlayStation 4, Wii U e Nintendo 3DS.

## Sequel cancellati e reboot
Erano originariamente previsti altri due sequel e diversi spin-off, in particolare film incentrati sui Sinistri Sei. Il 17 giugno 2013 la Sony ha fissato la data di uscita del terzo film per il 10 giugno 2016. Il 2 ottobre 2013 l'Hollywood Reporter riportò che Kurtzman, Orci e Pinker sarebbero tornati come sceneggiatori. Nel dicembre 2013 Garfield rivelò di aver firmato per partecipare al film. Nel febbraio 2014 la Sony annunciò il ritorno di Marc Webb alla regia. Nel luglio 2014 la Sony ha spostato la data di uscita di The Amazing Spider-Man 3 al 2018. Il 17 giugno 2013, inoltre, la Sony ha fissato la data di uscita del quarto capitolo per la saga al 4 maggio 2018. Nel dicembre 2013 Garfield disse di non essere sicuro di tornare per un quarto film, e anche Webb disse che non si sarebbe occupato lui della regia. A luglio 2014, la Sony ha spostato la data di uscita del film a data da destinarsi. Nel dicembre 2013 la Sony ha annunciato degli spin-off con protagonisti i Sinistri Sei, Venom e Black Cat. Drew Goddard avrebbe dovuto scrivere e dirigere Sinister Six, inizialmente previsto per l'11 novembre 2020. Tuttavia, nel 2015, sia i due sequel di The Amazing Spider-Man che i capitoli spin-off furono cancellati.
Nel dicembre 2014, durante il cosiddetto Sony Hack, è stato rivelato che la Sony Pictures e i Marvel Studios hanno avuto degli incontri per includere Spider-Man all'interno del Marvel Cinematic Universe (MCU). Il 9 febbraio 2015 Sony e Marvel annunciano un accordo per produrre un nuovo film su Spider-Man, ambientato all'interno del MCU. Il personaggio di Spider-Man viene introdotto nell'MCU nel film Captain America: Civil War (2016) dove è interpretato da Tom Holland, mentre il reboot interamente dedicato al personaggio, è stato intitolato Spider-Man: Homecoming, uscito il 7 luglio 2017 ed è stato prodotto da Kevin Feige e Amy Pascal, distribuito dalla Sony Pictures. Sia Garfield che Foxx hanno ripreso i rispettivi ruoli in Spider-Man: No Way Home (2021), collegando questo film al Marvel Cinematic Universe come universo alternativo.